# Another Crab's Treasure
Another Crab's Treasure est un jeu vidéo d'action-aventure développé et édité Aggro Crab, sorti le 25 avril 2024 sur Windows, Nintendo Switch, PlayStation 5, et Xbox Series.

## Système de jeu

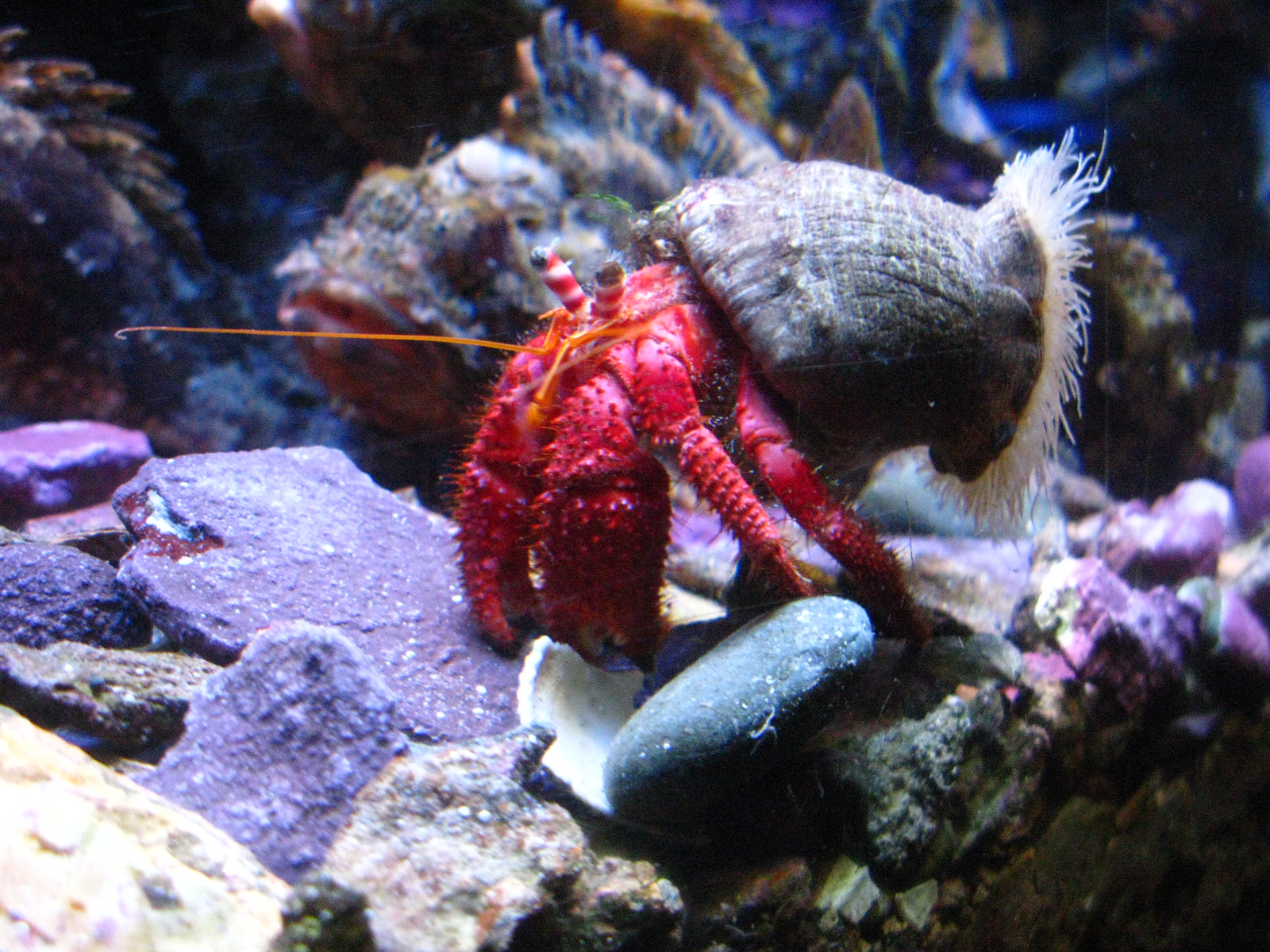
Un bernard l'hermite.

Another Crab's Treasure est un jeu vidéo d'action-aventure à la troisième personne généralement qualifié de Souls-like. Il se déroule sous la surface d'un océan sujet à la pollution marine. Le joueur contrôle Kril, un bernard l'hermite qui a perdu sa coquille. Il peut se servir de déchets trouvés dans les fonds marins (canettes, dés à coudre, noix de coco, etc.) pour s'en servir comme coquille protectrice avec des statistiques et des capacités uniques. L'arme principale est ici une fourchette dont les statistiques peuvent être améliorées. Le système de combat est exigeant, à l'image de la série des Souls. Les microplastiques constituent la monnaie d'échange dans le jeu. À l'inverse de beaucoup de Souls-like, Another Crab's Treasure possède une difficulté réglable.

## Développement
Another Crab's Treasure est développé par le studio Aggro Crab, basé à Seattle, dont c'est le deuxième jeu après Going Under. Le jeu est annoncé au Nintendo Indie World de mai 2022. Il sort le 25 avril 2024 sur Windows, Nintendo Switch, PlayStation 5, et Xbox Series.
Son modèle de production est atypique : le jeu est auto-édité et ne doit son développement qu'à un seul apport du fonds d'investissement Kowloon Nights. Son budget s'élève ainsi à 1,2 million de dollars, et la taille de l'équipe de développeurs avoisine douze employés à temps plein.

## Réception

### Critiques
Another Crab's Treasure reçoit un accueil critique « généralement favorable » de la presse vidéoludique, avec un score de 78/100 calculé par les agrégateurs Metacritic et OpenCritic,.

### Ventes
Le jeu se vend à 100 000 exemplaires dans les quatre jours suivant sa sortie. Près d'un an plus tard, en mars 2025, le directeur du studio annonce que le jeu s'est écoulé entre 600 000 exemplaires et 700 000 exemplaires, un chiffre très supérieur au minimum que la société espérait.
Malgré ce succès commercial, et l'exposition du jeu sur le système d'abonnement Xbox Game Pass, le studio peine ensuite à convaincre de nouveaux investisseurs ou éditeurs de s'engager sur son projet suivant.

### Distinctions
| Liste des prix et nominations d'Another Crab's Treasure | Liste des prix et nominations d'Another Crab's Treasure | Liste des prix et nominations d'Another Crab's Treasure | Liste des prix et nominations d'Another Crab's Treasure | Liste des prix et nominations d'Another Crab's Treasure |
| Prix                                                    | Date                                                    | Catégorie                                               | Résultat                                                | Réf.                                                    |
| ------------------------------------------------------- | ------------------------------------------------------- | ------------------------------------------------------- | ------------------------------------------------------- | ------------------------------------------------------- |
| Indie Game Awards                                       | 19 décembre 2024                                        | Meilleure accessibilité                                 | Lauréat                                                 | [ 15 ]                                                  |